# Карлос Бардасано
Карлос Бардасано (на испански: Carlos Bardasano) е венецуелски продуцент на теленовели, работещ в мексиканската компания „Телевиса“. Президент и продуцент е на W Studios.

## Биография
Карлос Бардасано е роден на 10 януари 1973 г. в Каракас, син на Карлос Бардасано, бивш вицепрезидент на венецуелската медийна организация Сиснерос. Той започва кариерата си в телевизията в NBCUniversal, чрез Universal Studios Hollywood, като работи и контролира производството на ситкоми за NBC през 1996 г. След това заема длъжностите координатор на пост-продукции и ръководител на пост-продукции в Парамаунт Пикчърс и Сони Пикчърс Телевижън съответно. Завършва магистърска степен по телевизионен мениджмънт във Факултета по комуникации към Бостънския университет.
По-късно Карлос Бардасано заема поста вицепрезидент на оригинално съдържание на Унивисион, контролиращ цялото производство на оригинално съдържание на основните доставчици като мексиканската компания Телевиса, американската Сони Пикчърс Телевижън, колумбийските Каракол Телевисион и РТИ Телевисион и венецуелската Веневисион. Заемал е и поста вицепрезидент по програма и оригинална продукция на американския испонаезичен канал УниМас, като отговарял за програмната схема, производството на съдържание и стратегията за развитие на канала.
На 27 март 2016 г. е обявено, че Бардасано ще заема длъжността вицепрезидент на оригинално съдържание в новата продуцентска компания на Патрисио Уилс във връзка с Телевиса и Унивисион, W Studios. Две години по-късно, през 2018 г., поради издигането на Патрисио Уилс като президент и ръководител на Телевиса Студиос, който заменя Роси Окампо на този пост, Карлос Бардасано заема както председателството, така и изпълнителното продуцентство на W Studios, като за своя първа отговорност е продукцията на втория сезон на теленовелата Пилотът, последвана от Любов до смърт, която получава 13 номинации от Ти Ви и Новелас (2019), включително номинацията за най-добра теленовела.
Игри на любов и власт от 2025 г. е първата теленовела, която продуцира самостоятелно, след като напуска продуцентската компания W Studios.

## Кариера

### Изпълнителен продуцент
- Игри на любов и власт (2025)

W Studios
- Странното завръщане на Диана Саласар (2024)
- Мисля за теб (2023)
- Лудориите на лошото момиче (2022)
- Жената на дявола (2022)
- Богатите също плачат (2022)
- Ако ни оставят (2021)
- Като теб няма втори (2020)[6]
- Руби (2020)
- Дракона: Завръщането на воина (2019/20)
- Любов до смърт (2018/19)
- Пилотът (2018)

### Вицепрезидент на оригинално съдържание
W Studios
- Las Buchonas (2018/19)
- Красавицата и зверовете (2018)
- Descontrol (2018)
- La fuerza de creer (2017)
- Пилотът (2017)

## Награди и номинации
Награди TVyNovelas (Мексико)
| Година | Категория            | Теленовела     | Резултат |
| ------ | -------------------- | -------------- | -------- |
| 2019   | Най-добра теленовела | Любов до смърт | Печели   |

Награди PRODU
- Златно признание за телевизионна кариера през 2019 г.[9]